# Evviva Palm Town
Evviva Palm Town (新メイプルタウン物語 パームタウン編?, Shin Maple Town Monogatari: Palm Town Hen)  è un anime realizzato nel 1987 dalla Toei Animation in 44 episodi della durata di 22 minuti. La serie è il seguito di Maple Town - Un nido di simpatia del 1986.

## Trama
La serie racconta le nuove avventure della coniglietta Patty Rabbit dopo il suo trasferimento dalla campagna a Palm Town una città in riva al mare. Patty è andata a vivere dagli zii Jane e George, due medici del locale ospedale: prova ancora tanta nostalgia per Maple Town, la cittadina dove ha trascorso la sua infanzia, ma ha tanta voglia di scoprire cosa le riserverà la vita in questa nuova bella città. Qui farà amicizia con la cockerina Lorry, il cagnetto Joy e tanti altri, mentre i nuovi ladruncoli di turno sono due fratelli gatti tigrati di nome Guta e Yota (anche se tra di loro si chiamano spesso Fratellino e Fratellone), che a differenza di Glenn, che rubava cibo, sono più interessati ai soldi.

## Sigla
La sigla italiana dal titolo Evviva Palm Town è stata incisa da Cristina D'Avena con il coro dei Piccoli Cantori di Milano.

## Doppiaggio
| Personaggi           | Voce giapponese   | Voce italiana      |
| -------------------- | ----------------- | ------------------ |
| Patty                | Maya Okamoto      | Marcella Silvestri |
| Bobby                | Yoku Shioya       | Donatella Fanfani  |
| Diana                | Mayumi Shou       | Dania Cericola     |
| Lorry                | Sayuri Ikemoto    | Paola Tovaglia     |
| Guta                 |                   | Diego Sabre        |
| Yota                 | Naoki Tatsuta     | Maurizio Scattorin |
| Jane, zia di Patty   | Kazuko Sugiyama   | Valeria Falcinelli |
| George, zio di Patty | Katsuji Mori      | Augusto Di Bono    |
| Fratellino di Bobby  |                   | Veronica Pivetti   |
| Ram                  |                   | Anna Bonel         |
| Joey                 | Kyouko Tonguu     | Dania Cericola     |
| Shila                | Satoko Yamano     | Daniela Fava       |
| Daria                | Minori Matsushima | Graziella Porta    |
| Palabra              |                   | Adolfo Fenoglio    |

## Episodi
La seconda serie è stata prodotta in 44 episodi di circa 22 minuti. Gli ultimi 5 episodi in Giappone sono stati divisi ognuno in due semi-episodi di circa 11 minuti e trasmessi in date diverse: per questo motivo alcune fonti riportano 50 episodi complessivi. In Italia a partire dall'episodio 26, la serie è stata trasmessa dividendo in due gli episodi portando quindi a 63 il numero delle puntate mandate in onda.
| Nº | Titolo italiano Giapponese 「Kanji」 - Rōmaji | In onda                          | In onda           |
| Nº | Titolo italiano Giapponese 「Kanji」 - Rōmaji | Giapponese                       | Italiano          |
| 1  | Nella nuova città 「南の国の新しい町」 - minami no kuni no atarashi i machi                                                                            | 18 gennaio 1987                  | 15 giugno 1989    |
| 2  | La gelosia di Peter 「パティなんか嫌い！」 - patei nanka kirai!                                                                                        | 25 gennaio 1987                  | 17 giugno 1989    |
| 3  | Il disegnatore di auto 「夢をのせた自動車」 - yume wonoseta jidōsha                                                                                    | 1º febbraio 1987                 | 20 giugno 1989    |
| 4  | Voglio diventare una star 「スターになりたい！」 - suta ninaritai!                                                                                     | 8 febbraio 1987                  | 22 giugno 1989    |
| 5  | La medaglia di latta 「ブリキの勲章」 - buriki no kunshō                                                                                               | 15 febbraio 1987                 | 24 giugno 1989    |
| 6  | Che cuoca incapace 「お料理はダメよ！」 - o ryōri ha dame yo!                                                                                          | 22 febbraio 1987                 | 27 giugno 1989    |
| 7  | Gli amici di Maple Town 「怒らないでボビー」 - ikara naide bobi                                                                                        | 1º marzo 1987                    | 29 giugno 1989    |
| 8  | La scatola magica 「秘密のカラクリ箱」 - himitsu no karakuri hako                                                                                      | 8 marzo 1987                     | 1º luglio 1989    |
| 9  | Faro nella tempesta 「あらしの中の灯台」 - arashino nakano tōdai                                                                                       | 15 marzo 1987                    | 4 luglio 1989     |
| 10 | La valle dorata 「ラッキー谷の少年」 - rakki tani no shōnen                                                                                            | 22 marzo 1987                    | 6 luglio 1989     |
| 11 | Jimmy è tornato! 「帰ってきたジミー」 - kaette kita jimi                                                                                               | 29 marzo 1987                    | 8 luglio 1989     |
| 12 | I traslochi del sorriso 「引っ越しは楽しく」 - hikkoshi ha tanoshi ku                                                                                  | 5 aprile 1987                    | 11 luglio 1989    |
| 13 | La spia 「あの人はスパイ?!」 - ano nin ha supai?! | 12 aprile 1987                   | 13 luglio 1989    |
| 14 | Un aereo pieno di vecchi amici 「空からのお客さま」 - aka ranoo kyaku sama                                                                             | 19 aprile 1987                   | 15 luglio 1989    |
| 15 | Il tesoro segreto 「ひみつの宝もの」 - himitsuno takara mono                                                                                           | 26 aprile 1987                   | 18 luglio 1989    |
| 16 | La chiesa sulla collina 「丘の上の教会」 - oka no ueno kyōkai                                                                                          | 3 maggio 1987                    | 20 luglio 1989    |
| 17 | Un vestito color arcobaleno 「虹色のドレス」 - nijiiro no doresu                                                                                       | 10 maggio 1987                   | 22 luglio 1989    |
| 18 | La lampada magica 「魔法のランプ」 - mahō no ranpu | 17 maggio 1987                   | 25 luglio 1989    |
| 19 | Pattinare è divertente 「どきどきスケート」 - dokidoki suketo                                                                                          | 24 maggio 1987                   | 27 luglio 1989    |
| 20 | Il profumo di rosa 「赤いバラの香水」 - akai bara no kōsui                                                                                             | 31 maggio 1987                   | 29 luglio 1989    |
| 21 | Il medaglione dell’amore 「愛のペンダント」 - ai no pendanto                                                                                           | 7 giugno 1987                    | 1º agosto 1989    |
| 22 | Piacere di conoscerti, Lilia 「よろしく赤ちゃん」 - yoroshiku akachan                                                                                  | 14 giugno 1987                   | 3 agosto 1989     |
| 23 | La città-fantasma 「誰もいない町へ」 - daremo inai machi he                                                                                            | 21 giugno 1987                   | 5 agosto 1989     |
| 24 | La giostra dei sogni 「わたしの遊園地」 - watashino yūenchi                                                                                            | 28 giugno 1987                   | 8 agosto 1989     |
| 25 | Nostalgia di casa 「おうちに帰りたい」 - ōchini kaeri tai                                                                                              | 5 luglio 1987                    | 10 agosto 1989    |
| 26 | Due nuove amiche - Il vestito di platino 「新しいお友だち」 - atarashi io tomo dachi                                                                   | 12 luglio 1987                   | 12 agosto 1989    |
| 27 | Un dottore presuntuoso - Un’esperienza positiva 「気どったドクター」 - kido tta dokuta                                                                 | 19 luglio 1987                   | 15 agosto 1989    |
| 28 | Addio, campeggio - Un timore infondato 「本日休診でーす」 - honjitsu kyūshin de su                                                                     | 26 luglio 1987                   | 17 agosto 1989    |
| 29 | Gita all’isola - Il salvataggio 「あの島へ行こう！」 - ano shima he iko u!                                                                             | 2 agosto 1987                    | 19 agosto 1989    |
| 30 | Un campione in crisi - La piccola Lilia 「高原でテニス！」 - kōgen de tenisu!                                                                          | 9 agosto 1987                    | 22 agosto 1989    |
| 31 | Una gara contro il vento - L’istruttore di windsurf 「海と風のレース」 - umi to kaze no resu                                                           | 16 agosto 1987                   | 24 agosto 1989    |
| 32 | Patty e Lory detective - Il furto dell’orologio 「わたしたち探偵ョ」 - watashitachi tantei yo                                                          | 23 agosto 1987                   | 26 agosto 1989    |
| 33 | Un maestro superstar - Una scelta importante 「先生は大スター！」 - sensei ha dai suta!                                                                | 30 agosto 1987                   | 29 agosto 1989    |
| 34 | Un difficile matrimonio - Pecasso sa volare 「夢のウェディング」 - yume no uedeingu                                                                    | 6 settembre 1987                 | 31 agosto 1989    |
| 35 | La principessa dell’arcobaleno - Il regno dell’arcobaleno 「虹の国のお姫さま」 - niji no kuni noo hime sama                                            | 13 settembre 1987                | 2 settembre 1989  |
| 36 | Palm Radio - Una nuova deejay 「マイクでハロー！」 - maiku de haro!                                                                                    | 20 settembre 1987                | 5 settembre 1989  |
| 37 | Una giornata al luna-park - Il simpatico zio Mel 「二人のかんらん車」 - futari nokanran kuruma                                                         | 27 settembre 1987                | 7 settembre 1989  |
| 38 | L'albero dei desideri - La sequoia fatata 「コスモスの咲く時」 - kosumosu no saku toki                                                                 | 4 ottobre 1987                   | 9 settembre 1989  |
| 39 | Il fiore sconosciuto 「この花は何の花!?」 - kono hana ha nanno hana!?Una brutta coincidenza 「続・この花は何の花!?」 - zoku. kono hana ha nanno hana!? | 11 ottobre 198718 ottobre 1987   | 11 settembre 1989 |
| 40 | Un brutto litigio 「けんかした二人」 - kenkashita futariLa riconciliazione 「続・けんかした二人」 - zoku. kenkashita futari                            | 25 ottobre 19871º novembre 1987  | 13 settembre 1989 |
| 41 | Il ladro di orologi 「鎖のついた時計」 - kusari notsuita tokeiUn finale a sorpresa 「続・鎖のついた時計」 - zoku. kusari notsuita tokei                | 8 novembre 198715 novembre 1987  | 15 settembre 1989 |
| 42 | Incontro a sorpresa 「秋の旅人たち」 - aki no tabibito tachiIl giornale di Palm Town 「続・秋の旅人たち」 - zoku. aki no tabibito tachi                | 22 novembre 198729 novembre 1987 | 18 settembre 1989 |
| 43 | La bambina col fiocco azzurro 「青いリボンの少女」 - aoi ribon no shōjoUna bambina triste 「続・青いリボンの少女」 - zoku. aoi ribon no shōjo          | 6 dicembre 198713 dicembre 1987  | 20 settembre 1989 |
| 44 | Addio, Palm Town 「さようなら南の国」 - sayōnara minami no kuniPatty in partenza 「続・さようなら南の国」 - zoku. sayōnara minami no kuni              | 20 dicembre 198727 dicembre 1987 | 22 settembre 1989 |